# 古着

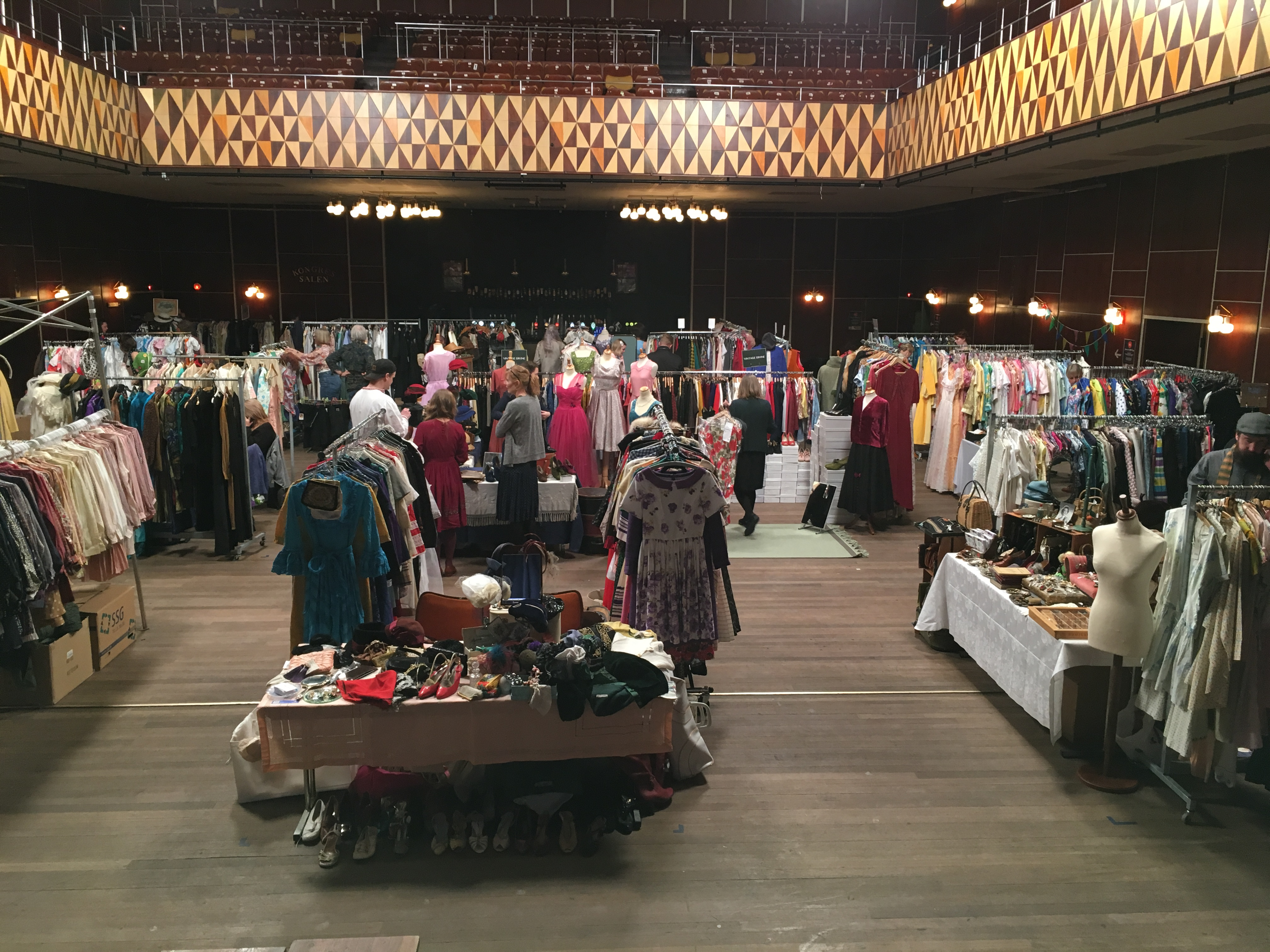
哥本哈根一家古着店贩卖的女装古着

古着（日語：ふるぎ）指生产于1920年代后，超过20年历史，保存完好的时尚单品。这些单品多数情况为穿过的二手衣物，但也有全新未使用过的老品，带有一定的历史痕迹。Vintage文化发源于伦敦，在日本战后时期作为“古着文化”而发扬。
日本漢字詞彙在台灣和中國大陆常有誤譯的歧異情形，加上Vintage目前在現代中文使用者圈尚未有普遍通用的翻譯，以至於目前中文使用者中古著以被多數人誤以為古著只等同Vintage，不包含一般現代二手衣服。

## 首都圏主要古着市場
- 高圓寺
- 下北澤
- 原宿
- 中目黑
- 町田
- 澀谷周邊

## 東京以外的主要古着市場
- 大阪府－美國村
- 兵庫縣－元町（日语：元町 (神戸市)）
- 愛知縣－大須
- 福岡縣－大名 (福岡市)（日语：大名 (福岡市)）

## 台灣古著店聚集商圈
- 台北 中山与雙連一帶[7]
- 台中 一中街[8]
- 台中 逢甲夜市[8]

## 中國大陸古著店聚集地
- 北京南锣鼓巷、鼓楼东大街[9]
- 广州东山口[10]
- 上海安福路[10]